# Marcelo El Haibe
Marcelo Daniel El Haibe (Buenos Aires, Argentina; 30 de abril de 1965) es un comisario general, abogado, profesor y jefe de la división de protección del patrimonio cultural.También encargado de la Superintendencia de Cooperación Policial Internacional.

## Biografía
El Haibe ingresó a la Policía Federal Argentina en el año 1984. En 1993 se egresó de la Facultad de Derecho de la Universidad de Buenos Aires como abogado y en 2012 logró el Posgrado en Gestión del Patrimonio Cultural en la Universidad Nacional de Tres de Febrero.En 1995 ingresó a la Organización Internacional de Policía Criminal Interpol y a partir del año 2000 colaboró en la creación de la base de datos nacional sobre objetos robados en Argentina, la cual fue lanzada en el año 2002.

En el año 2015 fue nombrado consultor experto de la Unesco sobre la convención de 1970 sobre las medidas que deben adoptarse para prohibir e impedir la importación, exportación y la transferencia de propiedad Ilícitas de bienes culturales.

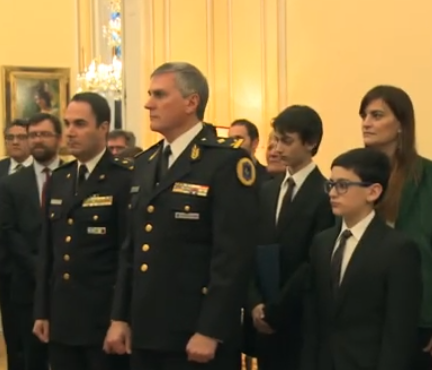
Marcelo El Haibe recibe un reconocimiento de parte del cuerpo diplomático del Perú

Además, también es miembro permanente del comité Argentino de la lucha contra el tráfico ilícito de bienes culturales desde su creación.
En 2019, dejó Interpol para ocuparse de asuntos internos y además dio la tesis de maestría en Patrimonio Artístico y Cultural en Sudamérica colonial por la Facultad de Filosofía y Letras de la UBA la cual más tarde daría forma a su primer libro, el cual también presentó en Buenos Aires y Rosario los años posteriores. Ese año también dio cursos de Protección del Patrimonio Cultural.Entre los años 2021 y 2022 participó activamente de seminarios que trataban el tráfico ilícito, también ascendió a comisario general bajo la presidencia de Alberto Fernández. En abril del año 2023 presentó El tráfico ilícito del patrimonio cultural colonial en la República Argentina en el Museo Roca. En agosto recibió la insignia de Cavaliere dell’Ordine della Stella d’Italia (OSI) junto al Dr. Gabriel Adragna.El 8 de septiembre de ese año también recibió el reconocimiento a la “Trayectoria y el aporte a la Defensa del Patrimonio Cultural” por parte del Banco de la Nación Argentina.

## Obras publicadas

### Libros
- El tráfico ilícito del patrimonio cultural colonial en la República Argentina (2023)[19]

### Publicaciones
- Patrimonio Cultural Tangible e Intangible. Jornadas Nacionales. Año de las Naciones Unidas del Patrimonio Cultural. (Pag 62/71) Ed. Instituto Argentino de Gestión y Políticas Culturales. (2006)[20]
- Cuaderno de Seguridad Edición N°10 - 08/2009 (2009)[21]
- Cultura y Desarrollo: No al Tráfico Ilícito de Bienes Culturales. UNESCO-Oficina Habana y oficina Regional de Cultura en América Latina y el Caribe (2010)[22]